# Dendrilla cactos
Dendrilla cactos är en svampdjursart som först beskrevs av Emil Selenka 1867.  Dendrilla cactos ingår i släktet Dendrilla och familjen Darwinellidae. Inga underarter finns listade i Catalogue of Life.